# سرزمین روپرت
سرزمین روپرت (انگلیسی: Rupert's Land) منطقه‌ای است در آمریکای شمالی بریتانیا که محیط به حوضهٔ زهکشی خلیج هادسون می‌باشد. این قلمرو جزو مناطقی بود که در راستای انجام مراودات تجاری و انحصاری، به مدت بالغ بر ۲۰۰ سال و از سال‌های ۱۶۷۰ تا ۱۸۷۰ توسط هادسونز بی کمپانی مورد استفاده قرار می‌گرفت. به تقریب، منطقه‌ای که به نام روپرتز لند شناخته می‌شود امروزه در کشور کانادا قرار دارد اما بخش کوچکی هم در کشور ایالات متحده است.